# Et si tu n'existais pas
Et si tu n'existais pas è una canzone di Joe Dassin, scritta da Pierre Delanoë, Claude Lemesle e Vito Pallavicini e composta da Toto Cutugno e Pasquale Losito fu incisa nel 1975 sul suo nono album Le Costume blanc; nel 1976 fu stampato il 45 giri in Francia con il lato A Salut per l'etichetta CBS Disques e in Canada e Grecia.

## La composizione e il significato
La canzone è una ballata con un semplice accompagnamento al pianoforte.
Il testo parla di un uomo che si chiede come sarebbe la sua vita se la donna che ama non esistesse.

## Nel cinema
- Il sol dell'avvenire di Nanni Moretti 2023
- Passeggeri della notte di Mikhaël Hers 2022